# Daewoo Leganza
Daewoo Leganza (Daewoo V100) — автомобиль бизнес-класса, являющийся одной из флагманских разработок корейской компании GM Daewoo в годы 1997—2008.
Дизайнером автомобиля являлась компания Italdesign. Первоначально кузов разрабатывался для компании Jaguar модель XJ, но прототип Jaguar Kensington был ими отклонен.
Существовало 3 модификации: SE, SX и CDX. Уже в базовой комплектации SE машина имела кондиционер, 15-дюймовые легкосплавные диски, регулировку передних кресел по наклону и высоте, а также поясничный подпор. Полный электропакет стекол и зеркал, а также их обогрев. ABS с дисковыми тормозами на всех колесах, регулировку рулевого колеса, 2 подушки безопасности, гур, американские версии также имели в базе круиз-контроль. В более дорогих комплектациях автомобиль имел кожаный салон, кожаное рулевое колесо и рукоятку АКПП, люк, климат-контроль, электрорегулировки передних кресел, гур с системой динамического изменения усилия на рулевом колесе, подвеска с электронным управлением.
Для американского рынка машины так же собирались в Корее, но имели улучшенную степень оцинковки кузова, отличительная внешняя черта — в переднем и заднем бампере устанавливались боковые ходовые огни, они же являлись указателем поворота взамен повторителей поворота на крыльях. Машины американского рынка шли с двигателем объема 2,2 (100 кВт, 136 л. с.) и автоматической коробкой Aisin с блоком управления, когда в европейских аналогах устанавливали ZF. Автоматические КПП Aisin оснащались спорт режимом и блокировкой гидротрансформатора, спорт режим менял тип впрыска топлива с фазированного на попарно-параллельный, в некоторых комплектациях также была задействована подвеска с электронным управлением, благодаря чему в спорт-режиме автомобиль становился жестче.
В отличие от многих корейских автомобилей, проданных по всему миру, Leganza почти всегда продавался под названием Daewoo Leganza.

### Doninwest Kondor
12 сентября 1998 года открылся Таганрогский автомобильный завод, который начал производство корейских автомобилей Daewoo Lanos, Nubira и Leganza под названиями Донинвест Ассоль (Doninwest Assol), Орион (Orion) и Кондор (Kondor) соответственно.
Прототип Jaguar Kensington был так же использован для популярного бизнес-седана Lexus GS, именно по этому два этих автомобиля в профиль очень похожи.